# ويليام ألين مونتجومري
ويليام ألين مونتجومري (بالإنجليزية: William Allen Montgomery)‏ هو صحفي ومحامي أمريكي، ولد في 16 نوفمبر 1829 في مقاطعة جيفرسون في الولايات المتحدة، وتوفي في 5 ديسمبر 1905.